# Штуммерберг
Штуммерберг (нім. Stummerberg) — громада округу Швац у землі Тіроль, Австрія.
Штуммерберг лежить на висоті 800 м над рівнем моря і займає площу 56,73 км². Громада налічує 841 мешканців.
Густота населення 15/км².
Громада Штуммерберг розміщена над громадою Штумм на схилах гори, по обидва боки річки Марк.
|                                      |
| Штуммерберг на мапі округу та землі. |

 Адреса управління громади: Dorfstraße 15, 6276 Stummerberg.